# Margarethe Kahn
Margarethe Kahn (mais conhecida como Margarete ou Grete Kahn; Eschwege, Império Alemão, 27 de agosto de 1880 — desaparecida durante a deportação de Piaski, Polônia, em 28 de março de 1942) foi uma matemática alemã e vítima do holocausto. Foi uma das primeiras mulheres a obter um doutorado na Alemanha. Sua tese de doutorado foi sobre topologia de curvas algébricas.
Em 13 de setembro de 2008 uma Stolperstein foi colocada na Rudolstädter Straße 127 em Wilmersdorf, em memória de Margaret Kahn. Em 2013 uma rua de Leverkusen foi denominada em sua memória.

## Publicações
- Kahn, Margarete (1909). «Eine allgemeine Methode zur Untersuchung der Gestalten algebraischer Kurven» [A general method for the study of the forms of algebraic curves]. Göttingen: W. Fr. Kaestner. Doctoral dissertation, University of Göttingen (em alemão)